# Army of God

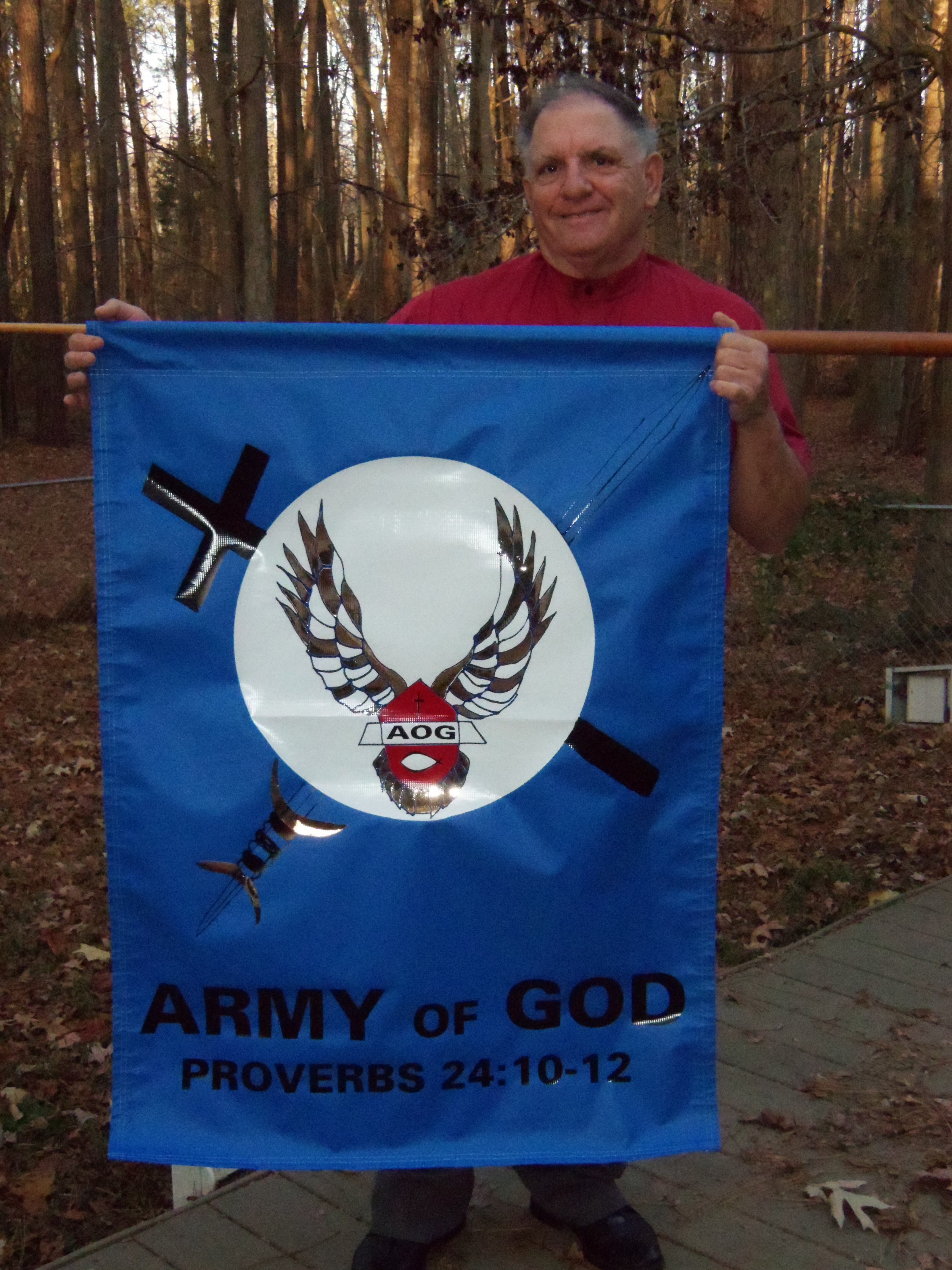
Donald Spitz tient la bannière de l'Armée de Dieu

Army of God (AOG) (Armée de Dieu) est une organisation terroriste chrétienne, principalement anti-avortement née aux États-Unis.

## Historique
Elle se fait connaître en 1982 lors de la prise d'otage d'Hector Zevallos, un médecin pratiquant des avortements, et de son épouse, Rosalee Jean. Tous deux ont été libérés sains et saufs.
La « division de la côte Est » de l'AOG a aussi revendiqué sa responsabilité lorsque trois hommes, dont Michael Bray, ont posé des bombes dans sept cliniques d'avortement situées dans le Maryland, le Delaware, la Virginie et Washington DC en 1985.
En 1997, l'AOG revendique la responsabilité de l'attentat d'Eric Robert Rudolph contre les cliniques d'avortement à Atlanta et Birmingham ainsi que l'attaque contre un bar lesbien à Atlanta.
La porte-parole actuel de cette organisation est Donald Spitz, un pasteur pentecôtiste fondamentaliste habitant Chesapeake (Virginie).

### Documentaire
En 2000, le mouvement AOG est présenté dans le documentaire HBO "Soldiers in the Army of God", réalisé par Marc Levin et Daphne Pinkerson.

### Personnalités associées
- Michael Bray
- Neal Horsley (en)
- Paul Jennings Hill
- David Leach (activist) (en)
- Scott Roeder (en)
- Eric Robert Rudolph
- James Charles Kopp (en)
- Shelley Shannon (en)
- Donald Spitz
- Clayton Waagner (en)
- Fritz Springmeier